# Meadow Soprano
Meadow Mariangela Soprano, interpretada por Jamie-Lynn Sigler, es un personaje ficticio en la serie de televisión Los Soprano de la cadena estadounidense HBO. Es hija de Carmela y Tony Soprano.

## Personaje
Nacida en septiembre de 1982, Meadow es la hija primogénita de Tony y Carmela Soprano. Inteligente y animada (aunque a menudo despistada, malcriada, manipuladora y egoísta), asistió a la Universidad de Columbia, tuvo buen rendimiento en sus clases tras un pobre desempeño durante el primer año y se ofreció con regularidad a trabajar en el Centro de Leyes del Bronx sur. Sus habilidades académicas son, en parte, el resultado de su fuerte instrucción y la presión paternal. Ella puede ser autoritariamente piadosa e irónica cuando sermonea a su padre en conceptos como la guerra de clases y el racismo. Desde su graduación, ella ha estado estudiando en la facultad de medicina pues está interesada en ser pediatra, pero tiene segundos pensamientos y considera una carrera en leyes.
Meadow ha tenido una serie relaciones fracasadas; primero con Noah Tannenbaum, un compañero de estudios mestizo que se encontró con la desaprobación racista de Tony, que la abandonó después de practicar sexo con Meadow, y cuando su propio padre parecía preocupado por la herencia de la familia Soprano. Le siguió un romance con Jackie Aprile hijo, el hijo del difunto amigo de Tony y gánster de la misma familia, Jackie Aprile padre. Jackie hijo no era ningún santo; engañó a Meadow y disparó a un hombre durante un robo frustrado..
Después de este incidente, Ralph Cifaretto envió al soldado Vito Spatafore para deshacerse de Jackie Jr. Cuando éste salía de su escondite, Vito fue detrás de él y le disparó en la nuca, matándolo al instante. La muerte fue hecha pública como un asunto de tráfico de drogas frustrado, una historia por la cual Meadow vio, pero ha venido a aceptar, probablemente por su relación cercana con su familia.
Justo antes de su muerte, Meadow vino a darse cuenta de que Jackie era tosco e infiel; sin embargo, ella estuvo muy apenada por su muerte, al principio culpando a Tony por la participación de Jackie con el delito y Carmela por mantenerse firme y apoyar a Tony. Lo irónico es que Tony hizo todo lo que pudo para desalentar las aspiraciones criminales de Jackie, habiendo prometido a Jackie Sr. en su lecho de muerte ver que Jackie hijo se alejara de la vida gansteril.
Durante su adolescencia, Meadow era muy consciente y estaba resentida de la empresa criminal de su padre y la complicidad de su familia en ello. Sin embargo, ella se ha reconciliado desde entonces con ellos y su actitud ahora fuertemente se refleja en el propio Tony; en público, ella cita la posición de su padre como "un asesor de dirección de desechos," y en círculos más cercanos racionaliza Cosa Nostra como una tradición cultural nacida de la discriminación contra sus antepasados. Su vida pareció estabilizada más adelante por su compromiso con un estudiante dental de Columbia, Finn DeTrolio, que su padre aprobó. Más tarde se reveló que Finn y Meadow habían roto el compromiso.
En el estreno de película "Cleaver", Meadow conoció y comenzó a salir con el hijo de Patsy Parisi, Patrick. Ella decide no entrar a la facultad de medicina e inspirada por la pasión de Patrick por las leyes, ingresa al colegio de abogados. Ella comienza a planear su boda con Patrick y, en la escena final de la serie, le muestran fuera del comedor donde ella llega tarde a encontrar su familia para la comida, haciendo varios esfuerzos para aparcar en paralelo antes de que ella finalmente lo haga, y se dirija hacia la cena.